# Planula

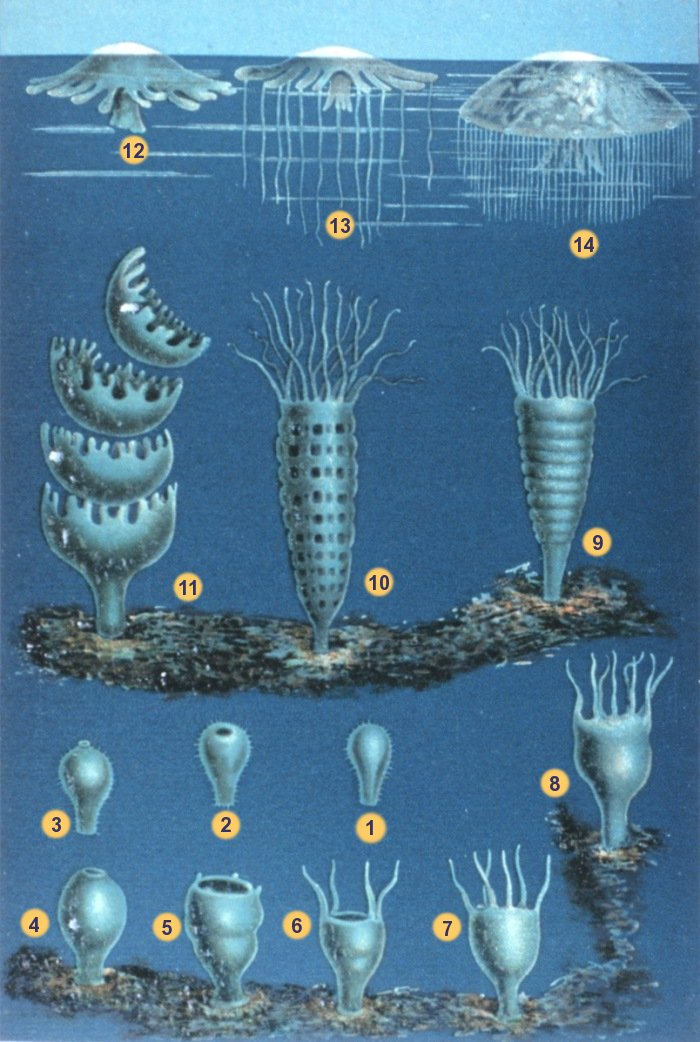
Levenscyclus van Scyphozoa. De planula is zichtbaar in stadia 1 tot 3.

Een planula (meervoud: planulae) is het vrijzwemmende gecilieerde larvestadium van een neteldier (Cnidaria). Planula-larven zijn onderdeel van het planktonische leven en kunnen zich gemakkelijk door de waterkolom verspreiden naar nieuwe gebieden en geschikte substraten. Ook snoerwormen en enkele ribkwallen hebben een larvaal stadium dat sterk vergelijkbaar is met planula.

## Ontwikkeling
De planula ontstaat ofwel binnen de mondtentakels van de (vrouwelijke) meduse, zoals bij schijfkwallen en sommige hydroïdpoliepen, of uit een poliep, zoals in het geval van bloemdieren. Afhankelijk van de soort ontwikkelt de planula zich ofwel direct in een vrijzwemmende miniatuurversie van het volwassen dier, of zwemt de planula naar een geschikt substraat (velen geven de voorkeur aan specifieke substraten) waar hij zich vastzet om uit te groeien tot een poliep.
Planulae die direct op de volwassen kwal lijken behoren tot de meeste schijfkwallen. Planulae die zich in de zeebodem verankeren zijn bloemdieren, veel kustschijfkwallen en sommige hydroïdpoliepen.

## Voeding en gedrag
De planulae van het subfylum Medusozoa (de kwallen) hebben geen mond of spijsverteringskanaal en kunnen zichzelf niet voeden. De planulae van bloemdieren zijn wel in staat om zich te voeden met plankton en ander organisch materiaal. De meeste planulalarven bewegen zich voort door middel van cilia (trilhaartjes).